# Night Watch (pel·lícula de 1973)
Night Watch és una pel·lícula de thriller britànico-estatunidenca del 1973 dirigida per Brian G. Hutton. Els protagonistes són Elizabeth Taylor i Laurence Harvey, que repetiren protagonisme després de la seva col·laboració el 1960 a BUtterfield 8. També va ser l'última vegada que treballaren plegats. Alguns dels elements de la història es van inspirar en el traç argumental de l'obra i la pel·lícula de 1944 Gaslight. Fou projectada en la sessió d'apertura del Festival Internacional de Cinema de Sant Sebastià 1973, on hi va assistir Liz Taylor.

## Sinopsi
Ellen Wheeler és una mestressa de casa desgraciada i solitària, i seu el matrimoni amb John està a la vora de la fallida. Per escapar de la inquietud de la seva existència, la dona sol passar la nit desperta, bevent, fumant i mirant per la finestra del seu apartament.
Durant una d'aquestes nits sense dormir, l'existència d'Ellen sofreix un fort canvi quan es troba presenciant un assassinat al pati de la casa deshabitada situada al seu davant. Ellen avisa immediatament per la policia, abandona la casa i es dirigeix personalment al lloc del crim, però no hi ha rastre del crim. John està convençut que la seva dona és víctima de les seves fantasies, però la seva millor amiga Sarah creu en Ellen.
Finalment, la dona descobrirà que es tracta d'una trama organitzada pel seu marit i la seva amant, la seva amiga Sarah, per fer-la declarar malalta. La trama psicològica es desplegarà amb un sorpresa final.

## Repartiment
- Elizabeth Taylor - Ellen Wheeler
- Laurence Harvey - John Wheeler
- Billie Whitelaw - Sarah Cooke
- Robert Lang - Mr. Appleby
- Tony Britton - Tony
- Bill Dean - Inspector Walker
- Michael Danvers-Walker - Sergent Norris
- Rosario Serrano - Dolores
- Pauline Jameson - Secretària
- Linda Hayden - Noia en el cotxe
- Kevin Colson - Carl
- Laon Maybanke - Florista
- David Jackson - Wilson